# Piz Serra
Piz Serra är en bergstopp i Schweiz.   Den ligger i kantonen Graubünden, i den östra delen av landet, 210 km öster om huvudstaden Bern. Toppen på Piz Serra är 3 095 meter över havet, eller 248 meter över den omgivande terrängen. Bredden vid basen är 2,6 km.
Terrängen runt Piz Serra är bergig åt nordost, men åt sydväst är den kuperad. Runt Piz Serra är det ganska glesbefolkat, med 25 invånare per kvadratkilometer.. Närmaste större samhälle är Samedan, 19,8 km väster om Piz Serra. 
Trakten runt Piz Serra består i huvudsak av gräsmarker.